# William W. Boyington
Dit overzicht is mogelijk incompleet; u kunt helpen door het uit te breiden.

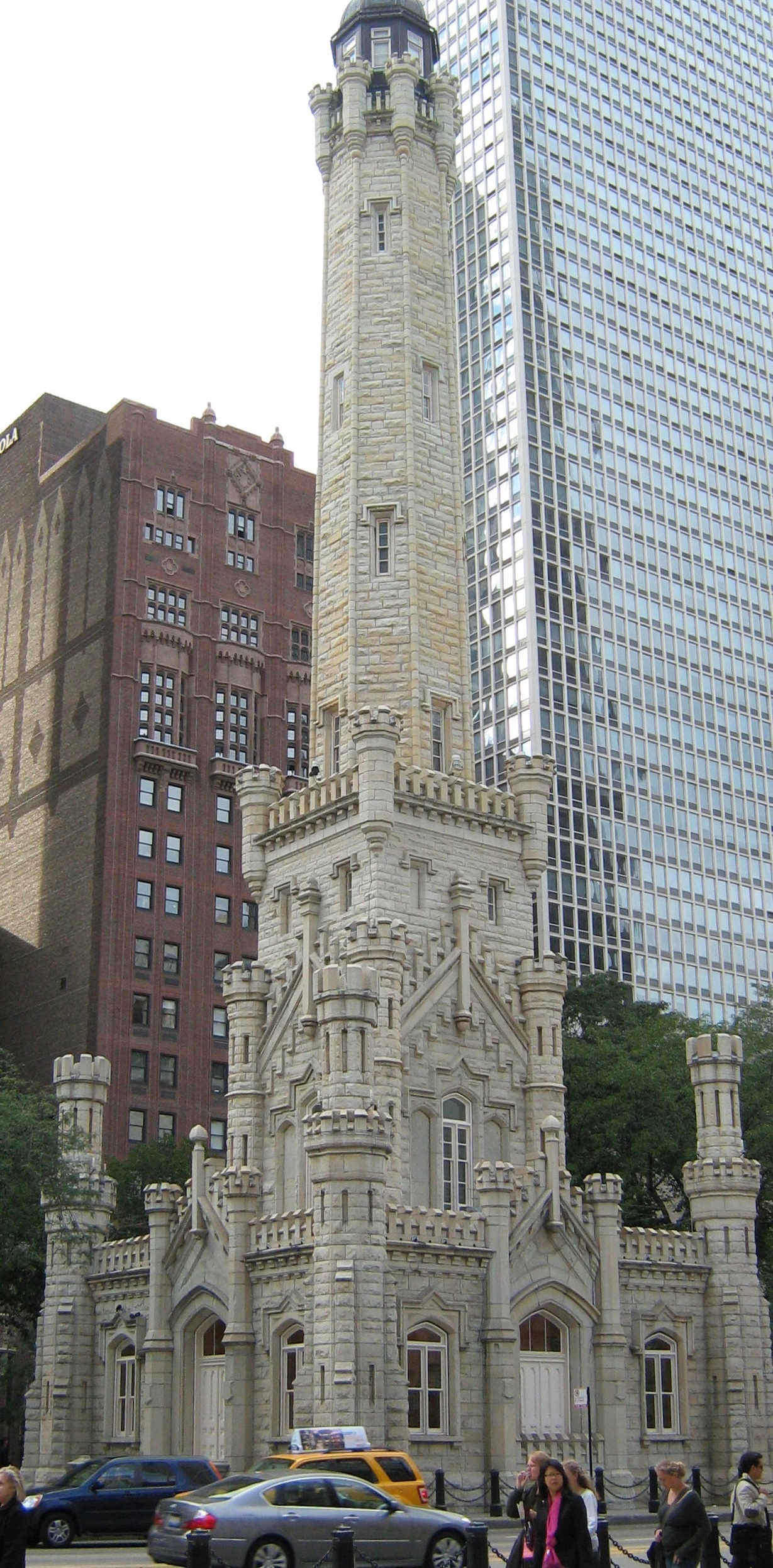
De door Boyington ontworpen Chicago Water Tower

William W. Boyington (1818-1898) was een architect, die meerdere gebouwen in en rond Chicago heeft ontworpen. Boyington werd in New York geboren, waar hij architectuur en techniek studeerde. In 1853 verhuisde hij naar Chicago, waar hij verscheidene gebouwen ontwierp. Zijn oudste nog bestaande ontwerp is de Joliet Prison. Andere door hem ontworpen gebouwen zijn de Terrace Hill, het Hegeler Carus Mansion en het oude Chicago Board of Trade Building, dat in 1929 voor de constructie van het nieuwe gebouw werd gesloopt.